# Карролл (Огайо)
Карролл (англ. Carroll) — селище (англ. village) в США, в окрузі Феєрфілд штату Огайо. Населення — 501 особа (2020).

## Географія
Карролл розташований за координатами 39°47′57″ пн. ш. 82°42′14″ зх. д. / 39.79917° пн. ш. 82.70389° зх. д. (39.799059, -82.703836).  За даними Бюро перепису населення США в 2010 році селище мало площу 0,82 км², уся площа — суходіл.

## Демографія
Згідно з переписом 2010 року, у селищі мешкали 524 особи в 208 домогосподарствах у складі 147 родин. Густота населення становила 641 особа/км².  Було 218 помешкань (267/км²).
Расовий склад населення:
| - 96,2 % — білих - 0,6 % — чорних або афроамериканців - 0,4 % — корінних американців - 0,2 % — азіатів |

До двох чи більше рас належало 2,7 %. Частка іспаномовних становила 0,0 % від усіх жителів.
За віковим діапазоном населення розподілялося таким чином: 25,4 % — особи молодші 18 років, 60,9 % — особи у віці 18—64 років, 13,7 % — особи у віці 65 років та старші. Медіана віку мешканця становила 38,0 року. На 100 осіб жіночої статі у селищі припадало 103,9 чоловіків;  на 100 жінок у віці від 18 років та старших — 99,5 чоловіків також старших 18 років.
Середній дохід на одне домашнє господарство  становив 55 638 доларів США (медіана — 44 125), а середній дохід на одну сім'ю — 66 976 доларів (медіана — 52 813). Медіана доходів становила 39 063 долари для чоловіків та 31 771 долар для жінок. За межею бідності перебувало 6,2 % осіб, у тому числі 11,3 % дітей у віці до 18 років та 1,4 % осіб у віці 65 років та старших.
Цивільне працевлаштоване населення становило 198 осіб. Основні галузі зайнятості: будівництво — 19,2 %, освіта, охорона здоров'я та соціальна допомога — 13,6 %, науковці, спеціалісти, менеджери — 11,6 %, виробництво — 11,6 %.